# Escape at Dannemora
Escape at Dannemora é uma série limitada de televisão americana baseada na fuga massiva da prisão Clinton Correctional Facility, em Nova Iorque, nos Estados Unidos, no ano de 2015. Lançada no Showtime em 18 de novembro de 2018, contém sete episódios escritos por Brett Johnson e Michael Tolkin, com direção de Ben Stiller. A série é estrelada por Benicio del Toro, Patricia Arquette, Paul Dano, Bonnie Hunt, Eric Lange e David Morse..
Durante uma entrevista de dezembro 2018 na prisão feminina Bedford Hills Correctional Facility, Joyce Mitchell, funcionária que colaborou com a fuga de prisioneiros, criticou eventos relatados na minissérie. Segundo Joyce, ela nunca havia tido relações sexuais com eles. Além disso, criticou o diretor por supostamente omitir a verdade.

## Enredo
Baseada na fuga massiva da prisão novaiorquina Clinton Correctional Facility, a série retrata a perseguição recorrente a dois assassinos condenados, auxiliados na fuga por uma funcionária com quem ambos se envolveram sexualmente.

## Elenco

### Principal
- Benicio del Toro como Richard Matt, assassino condenado,[5]
- Patricia Arquette como Joyce "Tilly" Mitchell, uma funcionária prisional casada que se envolve romanticamente com Matt e Sweat
- Paul Dano como David Sweat, assassino condenado
- Bonnie Hunt como Catherine Leahy Scott, inspetora do Governo de Nova Iorque e investigadora da fuga de Matt e Sweat[6]
- Eric Lange como Lyle Mitchell, marido de Tilly funcionário prisional
- David Morse como Gene Palmer, guarda de escolta de prisioneiros.

### Coadjuvantes
- Jeremy Bobb como Dennis Lambert, carcereiro e amigo de Lyle[7]
- Michael Imperioli como Andrew Cuomo, governador de Nova Iorque[8]
- Charlie Hofheimer como Kenny, primeiro marido de Joyce Mitchell

## Produção
A produção inicial começou no outono de 2017, na região de Upstate New York. O episódio 6, no qual ocorre uma analepse, foi filmado com lentes 16 mm, diferente do resto da série. Além disso, foi o primeiro da série a ser filmado, para que Arquette e Lange pudessem perder peso adquiridos ao longo das filmagens. O diretor Ben Stiller decidiu interromper a produção por um mês, a fim de aguardar o emagrecimento de Arquette e Lange. No entanto, a produção foi adiada por mais três semanas devido ao nascimento do filho de Lange.

## Episódios
| Número | Título   | Diretor     | Escritor                                     | Estreia                | Audiência nos EUA (milhões) |
| ------ | -------- | ----------- | -------------------------------------------- | ---------------------- | --------------------------- |
| 1      | "Part 1" | Ben Stiller | Brett Johnson & Michael Tolkin               | 18 de novembro de 2018 | 0.397                       |
| 2      | "Part 2" | Ben Stiller | Brett Johnson & Michael Tolkin               | 25 de novembro de 2018 | 0.4877                      |
| 3      | "Part 3" | Ben Stiller | Jerry Stahl                                  | 2 de dezembro de 2018  | 0.559                       |
| 4      | "Part 4" | Ben Stiller | Brett Johnson & Michael Tolkin               | 9 de dezembro de 2018  | 0.541                       |
| 5      | "Part 5" | Ben Stiller | Brett Johnson & Michael Tolkin               | 16 de dezembro de 2018 | 0.664                       |
| 6      | "Part 6" | Ben Stiller | Brett Johnson & Michael Tolkin & Jerry Stahl | 23 de dezembro de 2018 | 0.586                       |
| 7      | "Part 7" | Ben Stiller | Brett Johnson & Michael Tolkin               | 30 de dezembro de 2018 | 0.719                       |

## Recepção

### Crítica profissional
Após a estreia, a série rendeu aclamação crítica. No Metacritic, o site conta com pontuação de 78 de 100 pontos, com base em 27 críticas que indicam aclamação favorável. No agregador de avaliações Rotten Tomatoes, a série tem aprovação de 88%, com classificação média de 7,16/10, baseada em 52 análises. Segundo o consenso do site, "o lento de Escape at Dannemora demanda paciência, mas aqueles dispostos a esperar serão recompensados com um mistério arrepiante que fornece uma exibição perfeita de seu talentoso elenco, especialmente a atuação irreconhecível e comovente de Patricia Arquette."
Hank Stuever, do jornal The Washington Post, concedeu nota máxima à série, dizendo: "Criada por Brtt Johnson e Michael Tolkin, e dirigidas sob uma perspectiva inabalável de Ben Stiller, Escape at Dannemora é um trabalho mestre de dramatização do crime, sendo notável na medida em que transcende o real acontecimento." Kelly Lawler, do USA Today, escreveu: "[A série] é um trabalho transformador que dá vida ao drama de maneira tão vívida que pode ser uma novidade para o público. O trabalho lindo e assombroso de Ben Stiller, combinado com a melhor atuação da carreira de Arquette, ajuda Dannemora a se posicionar como uma das melhores experiências televisivas do ano." Brian Lowry, do CNN, escreveu: "Tilly é o personagem mais fascinante, necessitado e infeliz da série, fazendo com que Arquette atue de maneira destemida e de modo irreconhecível."

### Prêmios e indicações
| Prêmio                                | Categoria                                                                                  | Nomeado(s)          | Resultado | Ref.   |
| ------------------------------------- | ------------------------------------------------------------------------------------------ | ------------------- | --------- | ------ |
| 9th Critics' Choice Television Awards | Best Limited Series                                                                        | Escape at Dannemora | Indicado  | [ 24 ] |
| 9th Critics' Choice Television Awards | Best Actor in a Limited Series or Movie Made for Television                                | Paul Dano           | Indicado  | [ 24 ] |
| 9th Critics' Choice Television Awards | Best Actor in a Limited Series or Movie Made for Television                                | Benicio del Toro    | Indicado  | [ 24 ] |
| 9th Critics' Choice Television Awards | Best Actress in a Limited Series or Movie Made for Television                              | Patricia Arquette   | Venceu    | [ 24 ] |
| 9th Critics' Choice Television Awards | Best Supporting Actor in a Limited Series or Movie Made for Television]]                   | Eric Lange          | Indicado  | [ 24 ] |
| 76th Golden Globe Awards              | Best Television Limited Series or Motion Picture Made for Television                       | Escape at Dannemora | Indicado  | [ 25 ] |
| 76th Golden Globe Awards              | Best Performance by an Actress in a Limited Series or a Motion Picture Made for Television | Patricia Arquette   | Venceu    | [ 25 ] |
| 25th Screen Actors Guild Awards       | Outstanding Performance by a Female Actor in a Limited Series or TV Movie                  | Patricia Arquette   | Venceu    | [ 26 ] |